# スタウト 2-AT

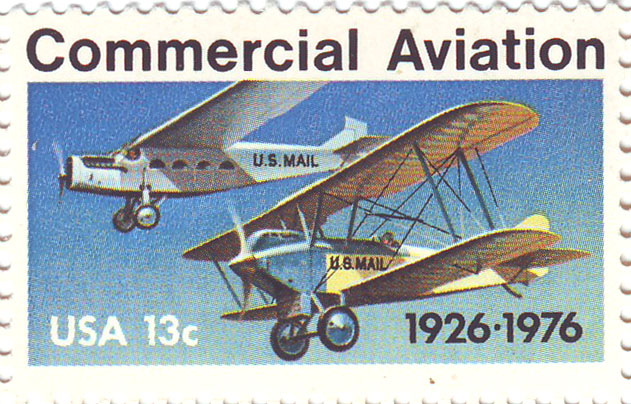
郵便機を描いた切手、上方が2-AT

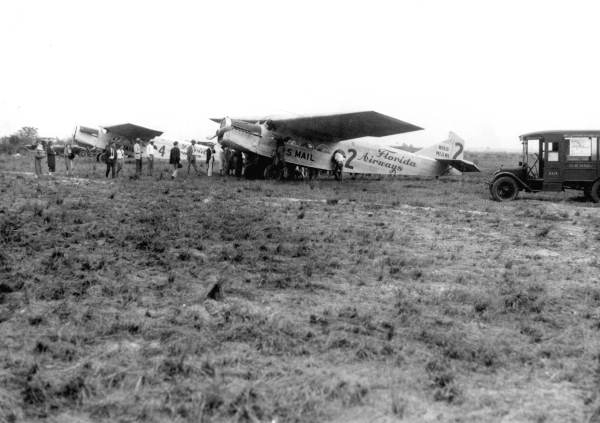
フロリダ航空の2-AT

スタウト 2-AT（Stout 2-AT "Pullman" または "Air Pullman"）は1920年代のアメリカ合衆国の高翼単葉の旅客機、郵便機である。フォード トライモータの前身となった機体である。
設計者のウイリアム・スタウト（William Bushnell Stout）は第一次世界大戦中にリバティ・エンジンの開発から航空の世界に入った。ブレンデッド・ウィングの概念を取り入れた航空機の開発やアメリカでの全金属機のパイオニア・ワークを行った設計者である。高翼で固定脚の単葉機である。客室には壁紙が貼られ、クッション付のシートや半円形の客室窓、浴室が備えられた。民間航空機としてアメリカ合衆国で認定された最初の全金属機となった。開発したスタウト・エアクラフトはフォードに買収され、フォード自動車のスタウト金属飛行機部門となった。3発機に改造されスタウト 3-ATとなり、さらに改設計されて　フォード・トライモーターになった。2-ATは「ブリキのガチョウ」（Tin Goose）のニックネームがつけられ、このニックネームはフォード・トライモーターに引き継がれた。
1925年に2-ATはE.G.ハミルトンの操縦でフォード・ナショナル・リライアビリティ・エア・ツアーに参加し、優勝した。John Wanamaker & Co.に販売され、フィラデルフィアとニューヨークの間の旅客、貨物の輸送に用いられた。
アメリカ合衆国郵便公社から航空郵便用の機体を受注し、エンジンを500HPパッカード エンジンとしたモデルが作られた。1925年に新たに設立されたフォード航空輸送（Ford Air Transport Service ）で運用が始められ、フォードの社内用輸送に用いられた後、1925年4月14日からデトロイトとシカゴの間の民間輸送事業を開始した。1926年2月から航空郵便契約を結び運行を開始した。フロリダ航空に4機が販売されたが、3機はヘンリー・フォードが航空会社の株式と交換した。フロリダ航空はアトランタとジャクソンビルとの郵便輸送を行った。1926年5月18日にイリノイ州で郵便飛行の機体が悪天候中に大きな事故を起こした。1928年に商務省が翼の安全性に問題があることを発表し、残された機体はスクラップにされた。

## 要目(2-AT Pullman)
- 乗員：1名
- 乗客：9名
- エンジン： プラット・アンド・ホイットニー R-1340AN-1 (600 hp)
- 最高速度：190 km/h
- 巡航速度：160 km/h